# Ryszard Bodio
Ryszard Bodio (ur. 2 kwietnia 1948, zm. 15 kwietnia 1998 w Chełmie) – pianista jazzowy. Był jedną z niewielu osób w Polsce wykonujących zawód tapera.
W latach  70. – 90. ub. wieku, ilustrował muzyką na żywo evergreeny kina niemego. Jego talent do muzycznych improwizacji sprawił, że powyciągane z archiwów filmy, dostały drugie życie. Był zapraszany na spotkania „w starym kinie" w całej Polsce.
Z inicjatywy Ryszarda Bodio powstał jedyny w swoim rodzaju Festiwal Taperów Filmowych w Karpaczu. Uczestniczył w nich również jako juror.
Zdjęcia: Ryszard Bodio, Ryszard Bodio – impreza Radia Bon Ton w Chełmie.